# Kampung Toyapakeh
Kampung Toyapakeh is een bestuurslaag in het regentschap Klungkung van de provincie Bali, Indonesië. Kampung Toyapakeh telt 544 inwoners (volkstelling 2010).